# Tekellina archboldi
Tekellina archboldi là một loài nhện trong họ Theridiidae.
Loài này thuộc chi Tekellina. Tekellina archboldi được Herbert Walter Levi miêu tả năm 1957.